# Église Saint-Aubin de Latresne
Pour les articles homonymes, voir Saint-Aubin.
L'église Saint-Aubin est une église catholique située dans la commune de Latresne, dans le département de la Gironde, en France. Le clocher est inscrit au titre des monuments historiques en 1925.

## Localisation
L'église se situe à la partie est du vieux bourg de Latresne et domine la vallée de la Pimpine.

## Histoire
Son existence est attestée dès 1274 dans le testament de Pierre de Latresne.
De style architectural roman et composée initialement d'une nef associée à une abside semi-circulaire ainsi qu'à un clocher-mur, l'église a par la suite été considérablement remaniée. Au cours du XIVe siècle, le clocher-mur est notamment transformé en une tour rectangulaire arborant deux meurtrières. Deux bas-côtés sont ajoutés au XVIIIe siècle tandis que l'abside est agrandie et modifiée selon un plan pentagonal au XIXe siècle.
Au cours du XIXe siècle, le comte Henri de Bonneval décide de faire construire la chapelle Saint-Joseph-du-Rocher afin de remplacer l'église Saint-Aubin jugée excentrée et délabrée. Toutefois, l'église Saint-Aubin conserve les faveurs de ses paroissiens, de sorte qu'elle demeure aujourd'hui l'église paroissiale de Latresne.